# ΜTorrent
A µTorrent („microTorrent”, a µ betűt nem ismerő környezetekben uTorrent-ként írják) egy freeware BitTorrent kliens Microsoft Windows és mostanra már Mac OS X operációs rendszerre is. A Linux változat jelenleg: uTorrent for Linux 3.0.  A programot fejlesztő céget, a µTorrent AB-t, és ezzel a program jogait 2006. december 7-én felvásárolta a BitTorrent Inc.. Ez azzal járt, hogy az eredeti BitTorrent kliens kódbázisát kidobták és helyére a µTorrent került.
Néhány jelentősebb képessége:
- Több letöltés egy időben
- Globális és torrentenkénti sebesség-korlát beállítása
- Unicode támogatás
- UPnP támogatás (nem minden Windows rendszer alatt)
- Protokoll titkosítás (Protocol Encryption)
- RSS támogatás
- „Trackermentes” Mainline DHT támogatás (a Bram Cohen által tervezett DHT megoldással kompatibilis)
- IPv6 támogatás, „Teredo tunneling”
- Peer-csere támogatása
- 34 nyelven érhető el lokalizálva, köztük magyarul is
- Paraméterezhető sávszélesség-időzítő
- Személyre szabható kereső és ikonok

A programot kritika éri zárt forráskódja miatt. Ez lehetetlenné teszi a forráskód bevizsgálását kémkedő kódok ellen (zárt forráskódot használnak a kereskedelmi szoftverek, ezekbe kívülálló nem tekinthet be). Eddig (2006 júniusa) nem találtak erre utaló tevékenységet. A készítő állítása szerint programja nem tartalmaz ilyet. A szoftverek hálózati tevékenysége egyébként nyomon követhető például a Wireshark programmal vagy hasonló megoldásokkal.